# Salif Keïta Traoré
Salif Keïta (Bamako, 8 de diciembre de 1946-Bamako, 2 de septiembre de 2023) fue un futbolista maliense que jugaba como delantero. Apodado como «La Perla Negra de Malí», jugó en clubes como Olympique de Marseille o el Valencia CF, entre otros en los años 70. Es el primer ganador del Balón de Oro africano y el único africano condecorado con la Orden del Mérito de la FIFA. Era tío del también futbolista Seydou Keïta.

## Trayectoria
Nacido en Bamako, la capital de Malí, Salif Keïta se formó como delantero en las categorías inferiores del Stade Malien antes de fichar por el Real Bamako, equipo conocido como Escorpiones, y con el que debutó en la máxima división de su país a los 16 años. 
Entre 1963 y 1965 marcó ocho goles en veintiún partidos y, tras una breve cesión de una temporada (1965-1966) al club en el que se había formado, durante la cual marcó 12 goles en 24 partidos, regresó para anotar 15 tantos en 26 encuentros y convertirse en una de las mayores promesas del fútbol africano. Para entonces, ya había debutado con la selección de fútbol de Malí y los cazatalentos franceses se lo llevaron al Saint-Étienne, club con el que conseguiría 125 goles en 149 partidos entre 1967 y 1972.
En ese intervalo de tiempo, Salif conquistó 3 campeonatos de liga francés, además de la Copa de Francia 1968 y Copa de Francia 1970. En sus dos últimas temporadas consiguió la cifra de 71 goles en Liga (42 sólo en la temporada 1970-1971), siendo elegido en 1970 como el mejor futbolista del año en África.

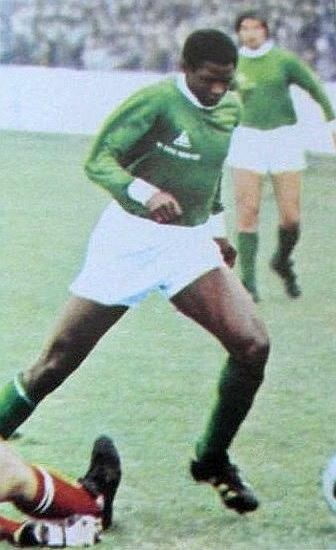
Salif Keïta en 1971.

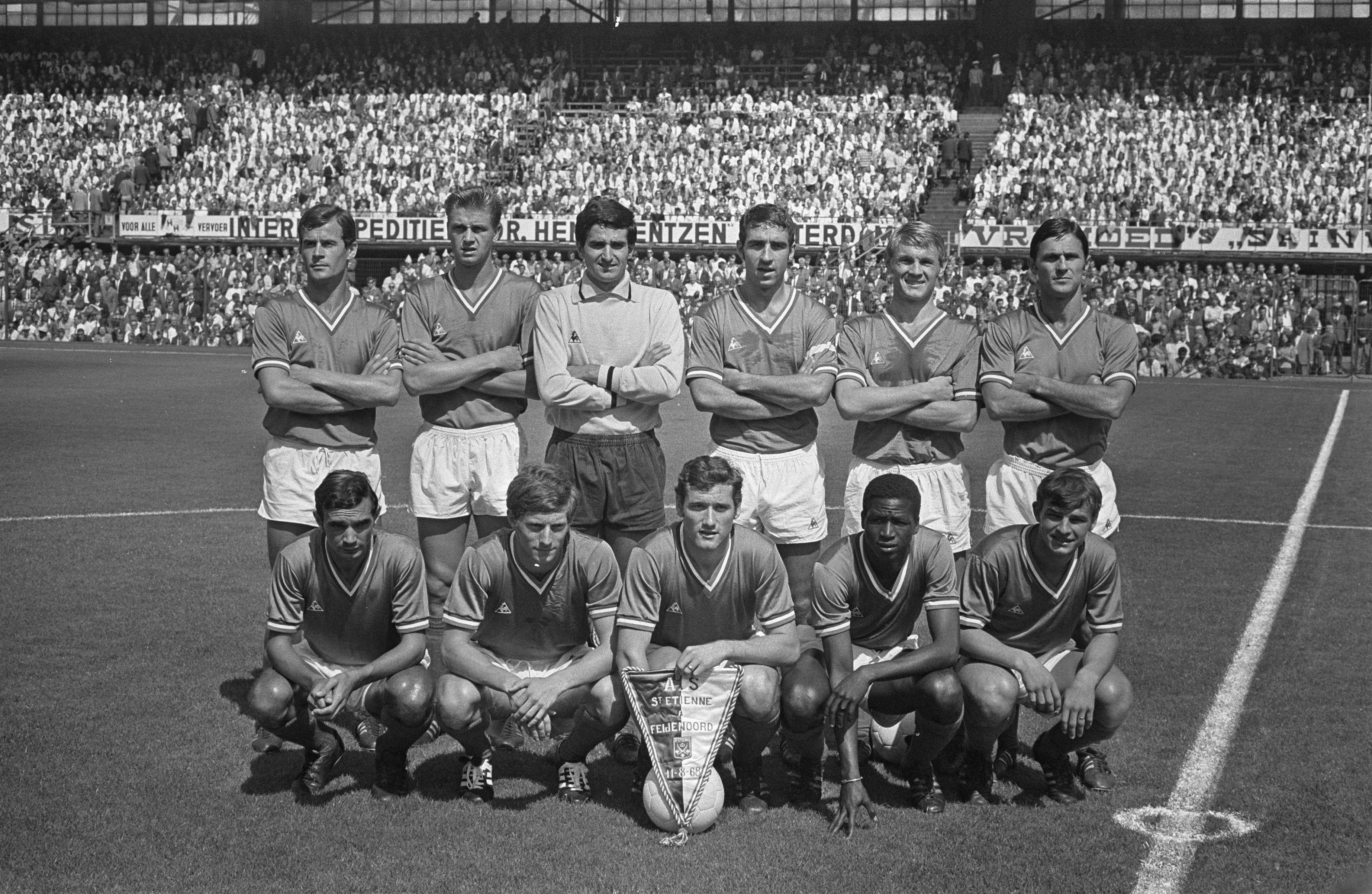
Equipo del Saint-Etienne con Salif Keïta (sentado a la derecha), año 1968.

## Selección nacional
En 1963, con solo 16 años, fue llamado para jugar con la selección de Mali. Formó parte del equipo que apareció en la Copa Africana de Naciones de 1972 en Camerún, ayudando a la selección nacional a terminar en segundo lugar.
En junio de 2005, fue elegido presidente de la Federación Maliense de Fútbol por un período de cuatro años. A finales del 2006, fue seleccionado por la Confederación Africana de Fútbol como uno de los 200 mejores futbolistas africanos de los últimos 50 años.

## Palmarés
| Título                      | Club          | País    | Año                                |
| --------------------------- | ------------- | ------- | ---------------------------------- |
| Copa de Malí                | Real Bamako   | Malí    | 1963-64                            |
| Liga de Campeones de la CAF | Real Bamako   | Malí    | 1966                               |
| Ligue 1                     | Saint-Étienne | Francia | 1967-68, 1968-69, 1969-70, 1970-71 |
| Copa de Francia             | Saint-Étienne | Francia | 1967-68, 1969-70                   |
| Supercopa de Francia        | Saint-Étienne | Francia | 1967, 1968, 1969                   |

## Distinciones individuales
| Distinción                                      | Año       |
| ----------------------------------------------- | --------- |
| Máximo goleador de la Copa Africana de Naciones | 1965-1966 |
| Balón de Oro africano                           | 1970      |

### Condecoración
- Orden del Mérito de la FIFA: 1996.

## Vida privada
El sobrino de Salif Keïta, Seydou Keïta, también era futbolista. También jugó algunos años en Francia, y más tarde representó, con gran éxito al FC Barcelona. Mohamed Sissoko, que jugó en el Valencia CF, Liverpool y Juventus FC, entre otros, también es su sobrino, ambos jugaron papeles similares como mediocampistas centrales; otro sobrino, Sidi Yaya Keïta, también fue futbolista y centrocampista, que jugó la mayor parte de su carrera en Francia con el RC Lens.
El director de cine guineano, Cheik Doukouré utilizó la vida de Keita como punto de partida para su obra de 1994, Le Ballon d'Or. En 1994, creó el primer centro de formación para futbolistas profesionales en Mali, llamado Centre Salif Keita.
En 2007, Keita actuó como ministro delegado del primer ministro de Malí.